# Давыдов, Юрий Владимирович
Ю́рий Влади́мирович Давы́дов (20 ноября 1924, Москва, СССР — 17 января 2002, Москва, Россия) — русский писатель, мастер исторической прозы. Широкое признание получили его книги о дореволюционном подпольном движении.

## Жизнь и творчество
Родился в семье интеллигентов-гуманитариев. С 1942 по 1945 год был курсантом Выборгского военно-морского училища, принимал участие в боевых действиях Северного флота во время Великой Отечественной войны. Уволен из ВМФ в 1949 году в звании старшего лейтенанта. В 1944—1949 годах заочно учился на историческом факультете МГУ.
Публиковаться начал в 1945 году. В 1949 году арестован и приговорён к лишению свободы на семь лет по обвинению в «антисоветской агитации». В 1950 году из Бутырской тюрьмы этапирован в Вятлаг. Он был освобождён досрочно в 1954 году и реабилитирован в 1957 году.
С конца 1940-х годов писал биографические, во многом документальные книги о русских моряках и революционерах XIX века. Наибольшей популярностью пользовалась книга очерков о выдающихся русских путешественниках и мореходах прошлого — «Капитаны ищут путь» (1959), многократно переиздававшаяся. Написание каждой книги Давыдов предварял собственными научными исследованиями, в том числе архивными.
С годами внимание писателя переключилось на проблематику «Бесов»: вопросы идейно-морального вырождения деятелей освободительного движения. В романах «Глухая пора листопада» (1968) и «Соломенная сторожка» (1986) Давыдов, прибегая к использованию малоизвестных архивных документов и сенсационно-уголовным сюжетам, художественно исследует развитие системы провокации, сложные отношения и взаимное переплетение полицейских и революционных кругов в пореформенной России. В этих двух книгах, центральных для Давыдова, созданы ёмкие художественно-психологические портреты Сергея Дегаева и Евно Азефа.
Начиная с конца 1960-х годов в книгах Давыдова настойчиво проводится мысль о гибельности самых высоких идеалов, если они реализуются через насилие, без уважения к личности человека. В «Судьбе Усольцева» (1973) показано, как «утопия превращается в антиутопию: чающие рая русские колонисты строят на чёрном континенте ад». Книгам зрелого периода свойственны «литая фраза, никакой стилизации, живейший, напряжённейший диалог, безупречные лейтмотивы, ни единого вкусового провала» (Дм. Быков).
С 1961 член Союза писателей, с 1991 по 1995 год — секретарь Союза писателей Москвы. В 1993 году подписал «Письмо сорока двух». В 2001 году возглавлял жюри «Букеровской премии». В поздних книгах перешёл к историософским обобщениям:
До поры до времени писателя интересовали опыты достойной жизни и он вёл их поиск в истории. Но в итоге усвоения тяжёлых уроков судьбы история предстала писателю врагом. И, кажется, прежде всего, русская история. Здесь Давыдов — закоренелый пессимист. Из романа в роман впечатления подобного рода накапливаются и образуют критическую массу.Евгений Ермолин
В 1990-е годы Давыдов работал над большим романом о Владимире Бурцеве «Бестселлер» — книгой «ошеломляющей свежести и не менее ошеломляющей словесной виртуозности» (А. Немзер). Поздняя давыдовская проза осложнена введением фигуры автора, игрового и фантастического элементов, стихотворными вставками.
Юрий Давыдов умер в 77 лет, оставив незавершённым роман «Такой предел вам положён». Похоронен на Переделкинском кладбище под Москвой
.

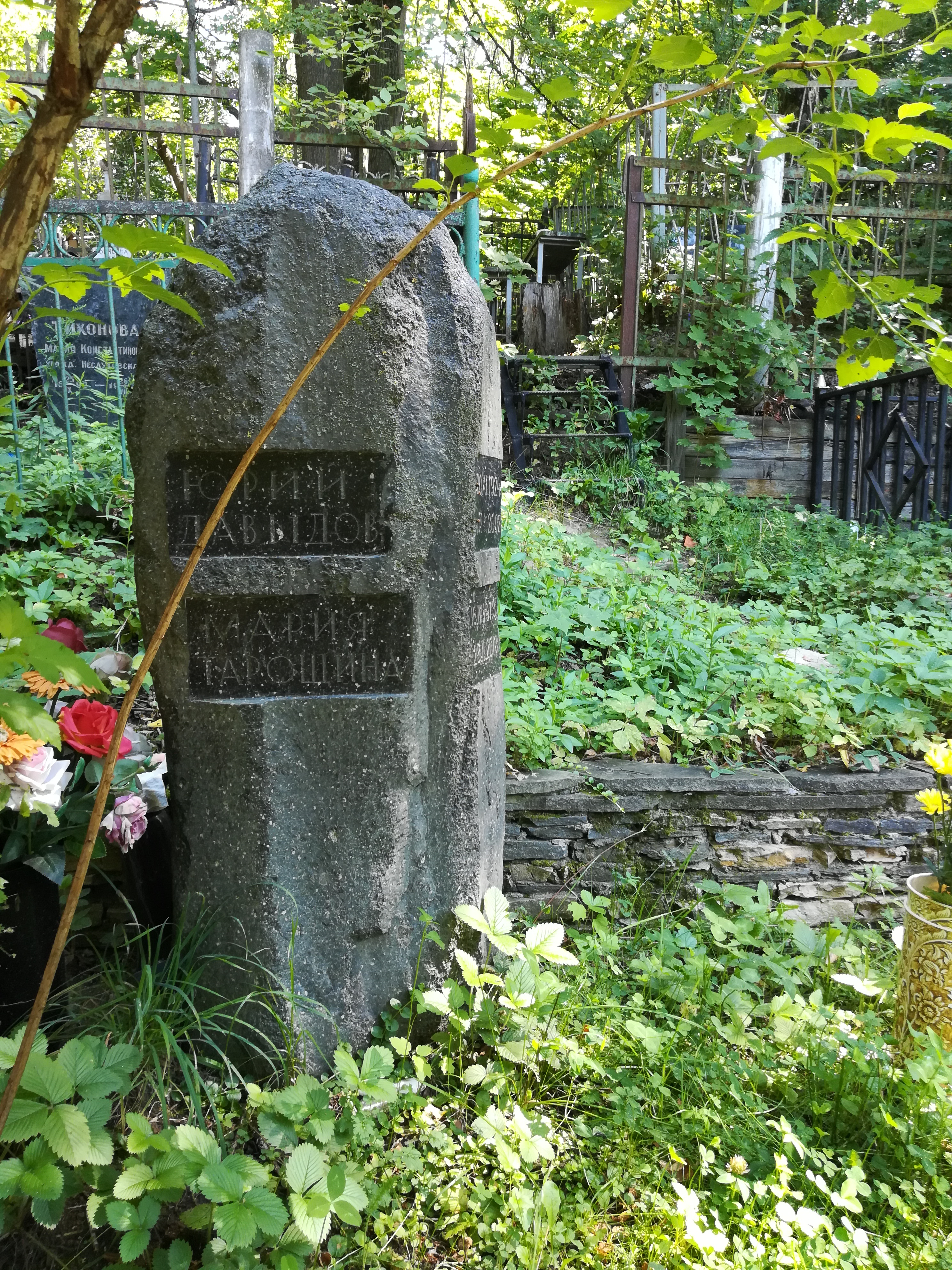
Могила Ю. Давыдова на Переделкинском кладбище

Вдова — тележурналист Слава Тарощина.

## Награды
- Орден «За заслуги перед Отечеством» IV степени (20 ноября 1999) — «за большой вклад в развитие отечественной литературы»[12]
- Орден Дружбы (11 ноября 1994) — «за большие заслуги перед народом, связанные с развитием российской государственности, достижениями в труде, науке, культуре, искусстве, укреплением дружбы и сотрудничества между народами»[13]
- Государственная премия СССР в области литературы (1987) — за роман «Соломенная сторожка»
- Литературная премия имени Сахарова
- Премия «Триумф» (1996)

## Сочинения
- В морях и странствиях: сборник рассказов (1949)
- Южный Крест: повесть о капитане О. Е. Коцебу (1957)
- Капитаны ищут путь (1959)
- Март (1959)
- Фердинанд Врангель. — М.: Географгиз, 1959. — (Замечательные географы и путешественники).
- Иди полным ветром (1961)
- О друзьях твоих, Африка (1962)
- Вижу берег (1964)
- Этот миндальный запах…: роман (1965) — о боевой группе РСДРП
- Глухая пора листопада: роман (1968) — о народовольцах
- Головнин (1968)
- Нахимов (1970)
- Сенявин (1972)
- Судьба Усольцева: повесть (1973) — о попытке создания русской колонии Новая Москва в Африке
- Джон Франклин / 2-е изд. — М.: Мысль, 1974. — (Замечательные географы и путешественники).
- Завещаю вам, братья. Повесть об Александре Михайлове (1975)
- На скаковом поле, около бойни… Повесть о Дмитрии Лизогубе (1978)
- Соломенная сторожка. Две связки писем (1982, полностью 1986) — роман о Германе Лопатине
- Герман Лопатин, его друзья и враги (1984) — историческое исследование
- Каржавин Фёдор, волонтёр свободы (1986)
- Вечера в Колмове (журнал «Дружба народов», 1988, № 5) — о Глебе Успенском
- Синие тюльпаны (Подколодный Башуцкий, 1990) — на лагерную тему
- Заговор сионистов (1993) — о евреях в Петербурге 1830-х годов
- Зоровавель (Рождённый в Вавилоне, 1993) — о Вильгельме Кюхельбекере
- Бестселлер (1998) — о Владимире Бурцеве
- Коронованная валькирия (2005) — о Дагмаре Датской